# Стефанія (рослина)
Стефанія (лат. Stephania) — рід рослин родини Меніспермові (Menispermaceae). Ліани, поширені в Південній, Східній, Південно-Східної Азії та Австралії.
Деякі види — лікарські рослини.
Представники роду багаті алкалоїдами, завдяки чому використовуються як в офіційній, так і в народній медицині.
Найбільш відома в цьому відношенні Стефанія гладенька (Stephania glabra), яка виростає в Індії, М'янмі, В'єтнамі, Південному Китаї і Японії. Її бульби, маса яких на батьківщині може досягати 20 кг, містять до 6-8 % алкалоїдів. Основними з них є гіндарин, стефаглабрин (стефарин) і ротундін. Стефаглабрина сульфат використовується для лікування захворювань периферичної нервової системи. Надземні частини також багаті алкалоїдами, основний з них — циклеанін.